# Groupe Vega
Ne doit pas être confondu avec Vegas (groupe).
Le Groupe Vega est une société française qui est propriétaire d'entreprises filiales françaises dans le domaine du spectacle. Elle gère aussi de nombreuses salles dans le cadre de contrats de délégation de service public, sans être propriétaire des sites.
L'un de ses principaux actionnaires est Marc Ladreit de Lacharrière par l'intermédiaire de sa holding Fimalac,.

## Axes d'activités
Le Groupe Vega gère un réseau d'une trentaine d'équipements en France,, dont des théatres, :
- 14 salles de spectacles
- 7 salles « multifonctionnelles »
- 5 équipements sportifs et de loisirs
- 4 parcs des expositions

## Liste des implantations

### Salles Zénith[8]
- Zénith de Dijon
- Zénith de Limoges
- Zénith de Nancy
- Zénith de Strasbourg

### Salles en région Aquitaine
- Bowling de Bordeaux Mériadeck
- Patinoire de Bordeaux (concerts)
- Patinoire de Bordeaux (glace)
- Stadium de Bordeaux
- Tennis/Badminton de Bordeaux-Mériadeck

### Salles en région Provence
- Le Silo de Marseille
- Palais Nikaia (70 %) de Nice

### Autres salles
- Antarès au Mans
- Arena du SC Liévin
- Les Arènes à Metz
- Axone de Montbéliard
- Docks Café du Havre
- Docks Océane du Havre
- Kindarena de Rouen
- Le Capitole en Champagne
- Le Comedia de Paris
- Le Millesium d'Épernay
- Le Phare Chambéry métropole
- Le Spot de Mâcon
- Parc Expo de Mâcon
- Sceneo de Longuenesse